# Chiesa di San Paolo (Chichester)
La chiesa di San Paolo (in inglese St Paul's Church) è il luogo di culto anglicano che si trova a Chichester nell'omonimo distretto del West Sussex, Inghilterra, Regno Unito. La chiesa risale al XIX secolo, rientra nella diocesi di Chichester ed è considerata un monumento classificato di seconda categoria per il suo particolare interesse storico e architettonico.

## Storia

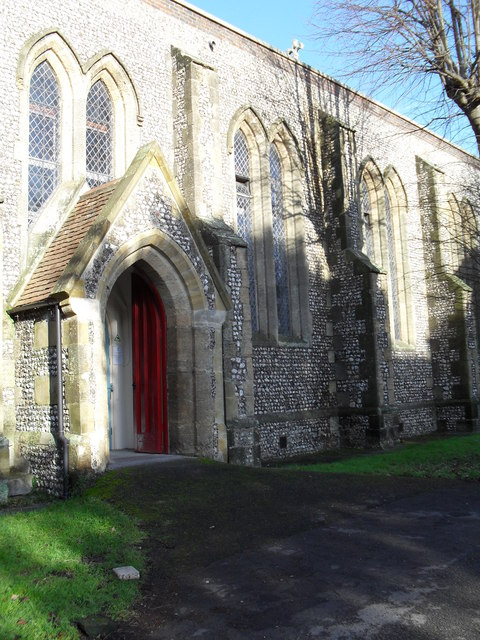
Portale laterale a sud

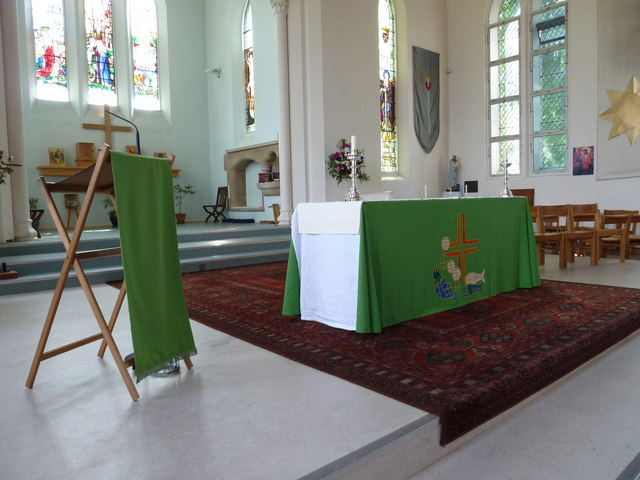
Interno della sala con altare

La chiesa di San Paolo fu costruita nel 1836 da Joseph Butler come cappella di San Pietro con la funzione di luogo di culto per le caserme vicine e per il sobborgo di Somerstown che in seguito venne in gran parte demolito. Col trascorrere del tempo la chiesa di San Pancrazio risultò sufficiente allo scopo e la chiesa di San Paolo perse importanza. Fino agli anni novanta del secolo si operò per adattare la struttura alla liturgia del periodo. Il santuario fu esteso nella navata dietro basse ringhiere di ferro, con stalli del coro e piastrelle encaustiche sul pavimento. I lavori furono eseguiti nel 1881-1882 a un costo di circa 900 sterline. Nel 1914 venne costruita una cappella sul lato sud e nel 1922 il tetto venne rinnovato. La torre stava suscitando preoccupazione già nel 1863, quando G. M. Hills ne criticò la costruzione. Nel 1884 eseguì delle riparazioni, principalmente ai contrafforti incrinati, ma i problemi rimasero e nel 1949 si arrivò alla decisione della sua rimozione anche se venne mantenuta la sua parte inferiore. Ci furono delle modifiche nel 1992-1993, quando G. Claridge aggiunse una nuova sala di selce e mattoni sul lato nord e fu probabilmente anche responsabile della riprogettazione degli interni. Tale intervento sembra essere stato completato nel 1995 con una piattaforma sporgente per l'altare. In quell'intervento le modifiche realizzate nel XIX secolo furono in gran parte rimosse.

## Descrizione
La chiesa di San Paolo a Chichester dall'8 gennaio 1971 viene giudicata un edificio di particolare interesse storico e architettonico in Inghilterra o Galles, classificata come monumento di seconda categoria. 

### Esterni
La chiesa di San Paolo si trova nella parte settentrionale dell'abitato di Chichester nel West Sussex in Inghilterra, Regno Unito. Sino alla metà circa del XX secolo era dotata di una torre campanaria che poi venne demolita per problemi di stabilità e ne rimane la parte inferiore che viene utilizzata come portico. L'edificio è costruito in selce con rivestimenti in pietra e tetto in ardesia. Il muro della navata sopra la torre è intonacato, così come il muro delle vicine stanze parrocchiali. La chiesa è di grandi dimensioni ed esternamente sono presenti alti contrafforti a gradini tra le coppie di finestre. Il presbiterio si apre all'esterno con tre finestre.

### Interni
La navata interna è unica con una galleria all'estremità. La galleria è sostenuta da sottili colonne e ha una facciata a pannelli di archi a lamina. L'arco della torre è quasi nascosto dietro l'organo e la galleria. La navata è coperta e ha capriate ad arco Tudor molto piatte con archi a lamina graduati come riempimento. Le porte in legno e le vetrate sono di fine XX secolo.